# Magnus Bak Klaris
Magnus Bak Klaris (Kopenhagen, 23 januari 1996) is een Deens wielrenner die anno 2025 rijdt voor Airtox-Carl Ras.
In 2014 wist hij de junioreneditie van Parijs-Roubaix te winnen. In 2022 boekte hij zijn enige professionele zege; hij won de Lillehammer GP.

## Overwinningen
2014
Parijs-Roubaix, Junioren
Eind- en puntenklassement Vredeskoers, Junioren
Gent-Menen
4e etappe GP Rüebliland
2022
Lillehammer GP

## Ploegen
- 2015 –  SEG Racing
- 2016 –  SEG Racing Academy
- 2017 –  ColoQuick-CULT
- 2018 –  BHS-Almeborg-Bornholm
- 2019 –  BHS-Almeborg-Bornholm (t.m. 31 mei)
- 2022 –  Restaurant Suri-Carl Ras
- 2023 –  Restaurant Suri-Carl Ras
- 2024 –  Airtox-Carl Ras
- 2025 –  Airtox-Carl Ras

van den Berg · Biermans · Bokeloh · Bouwman · Bovenhuis · van Dongen · Gunst · Havik · Jakobsen · Jiang · Klaris · Lammertink · Leemans · Loh · McCarthy · Peters
Ariesen · van den Berg · Biermans · Evensen · Jakobsen · Jiang · de Jong · Klaris · Kooistra · Maddux · Norsgaard · Ovett · Schultz · Detant (stagiair)
Andreasen · Bregnhøj · Hansen · Hjort · Hulgaard · Jensen · Klaris · C. Lisson · J. Lisson · Madsen · Nikolajsen · Pedersen · Quaade · Skov-Jensen · Toudal